# Castelspina
Castelspina é uma comuna italiana da região do Piemonte, província de Alexandria, com cerca de 394 habitantes. Estende-se por uma área de 5 km², tendo uma densidade populacional de 79 hab/km². Faz fronteira com Castellazzo Bormida, Gamalero, Predosa, Sezzadio.

## Demografia
| Variação demográfica do município entre 1861 e 2011                               |
|                                                                                   |
| Fonte: Istituto Nazionale di Statistica (ISTAT) - Elaboração gráfica da Wikipedia |